# 高木俊夫
高木俊夫（たかき としお、1936年11月4日 − 2008年）は、日本の裁判官。

## 経歴
- 1936年、福岡県久留米市に誕生。
- 九州大学へ進学。在学中に司法試験に合格。
- 1950年、第14期司法修習生。
- 静岡地裁判事補。
- 那覇地裁判事着任。
- 札幌高裁判事着任。
- 宇都宮地裁所長着任。
- 東京高裁判事部総括着任。
- 2001年11月3日、定年退官（65歳)。
- 2007年春の叙勲で瑞宝重光章を受章。

## 担当訴訟
- 北海道庁爆破事件 - 1988年1月22日、札幌高裁裁判長として控訴を棄却して死刑判決。現在、再審請求中。
- 足利事件 - 1996年5月9日、東京高裁裁判長として控訴を棄却して無期懲役判決。その後、最高裁で確定したが、2010年に再審開始が決定して再審無罪判決。
- 狭山事件 - 1999年7月7日、東京高裁裁判長として第2次再審請求を棄却した。現在、再審請求中。
- 東電OL殺人事件 - 2000年12月22日、東京高裁裁判長として一審の無罪判決を破棄して無期懲役判決を言い渡した。2012年6月7日、東京高裁（小川正持裁判長）が再審開始と刑の執行を停止する決定。
- 精神障害の司法試験受験生による但木敬一宅襲撃事件 - 2001年7月10日、懲役3年執行猶予5年とした一審判決を破棄し、東京高裁裁判長として懲役3年、保護観察付きの執行猶予5年の判決を言い渡した。

## 著書
- （大渕敏和と共著）『違法収集証拠の証拠能力をめぐる諸問題(司法研究報告書; 第39輯 第1号) 』司法研修所、1988.3